# Industrie nucléaire en France
L’industrie nucléaire en France est mise en place dans les années 1950 et 1960 par la construction de réacteurs nucléaires à uranium naturel graphite gaz (à Marcoule, Chinon, Saint-Laurent et Bugey), d'un réacteur à eau lourde (à Brennilis) et d'un réacteur à eau pressurisée (à Chooz A).
Après le déploiement du programme nucléaire militaire, l'industrie nucléaire devient progressivement la principale source de production d'électricité en France. Le nucléaire couvre, en 2016, 72 % de la production française d'électricité, qui représente elle-même 27 % de la consommation finale d'énergie du pays.
La filière nucléaire française rassemble 2 500 entreprises employant en 2015 près de 220 000 salariés (emplois directs et indirects) particulièrement qualifiés et génère un chiffre d’affaires de 50 Md€ dont 14 Md€ de valeur ajoutée, selon la direction générale des entreprises (DGE) du ministère de l'Économie et des Finances.
La France décide de réduire la part du nucléaire dans la production d’électricité à 50 % à l’horizon 2025, lors de l'adoption de la loi relative à la transition énergétique pour la croissance verte de 2015. Le gouvernement acte, en novembre 2017, du report au-delà de 2025 de la baisse de la part du nucléaire de 75 à 50 % de la production d'électricité, dont le calendrier est fixé en 2019 par la programmation pluriannuelle de l'énergie, qui reporte à 2035 l'objectif de 50 %. En 2020, la centrale nucléaire de Fessenheim, première centrale REP de la filière à 900 MW de France, est mise définitivement à l'arrêt.
En février 2022, le président Macron annonce la relance d'un programme nucléaire de six nouveaux réacteurs. En janvier 2025, la Cours des comptes questionne la rentabilité du programme EPR2,.

Production nette d'électricité en France de 1980 à 2017 (nucléaire en bleu clair).
Données : EIA (1980-2016), RTE (2017).

| \| Marcoule Chinon Chooz Brennilis Saint-Laurent Bugey Belleville Le Blayais Cattenom Civaux Creys-Malville Cruas Dampierre Fessenheim Flamanville Golfech Gravelines Paluel Penly Saint-Alban Tricastin Nogent \| Localisation des centrales nucléaires en France |
| Marcoule Chinon Chooz Brennilis Saint-Laurent Bugey Belleville Le Blayais Cattenom Civaux Creys-Malville Cruas Dampierre Fessenheim Flamanville Golfech Gravelines Paluel Penly Saint-Alban Tricastin Nogent                                                       |

## Historique

### Aventure scientifique de l'atome (1895-1945)
Plusieurs physiciens français de renom sont des contributeurs de premier plan à l'élan de recherche international qui permet la compréhension des mécanismes de fission de l'atome et mène vers le développement de programmes nucléaires civils et militaires dans le monde. Henri Becquerel d'abord, tentant de trouver l'origine de la fluorescence découverte par l'Allemand Wilhelm Röntgen dans son expérience sur les rayons X, découvre en 1895 que des sels d'uranium émettent spontanément un rayonnement et découvre par là-même leur radioactivité. Pierre et Marie Curie découvriront ensuite le radium et le polonium, ce qui leur vaudra le prix Nobel de physique en 1903, en même temps qu’Henri Becquerel.
Irène et Frédéric Joliot-Curie mettent en évidence en 1933, en bombardant une feuille d'aluminium par une source de polonium, la production de phosphore 30 radioactif, isotope du phosphore 30 naturel. Ils en déduisent qu'il est possible de fabriquer par irradiation des éléments ayant les mêmes propriétés que les éléments naturels mais qui sont également radioactifs. Dès le début ils voient toutes les applications qu'il est possible d'en tirer, notamment dans le domaine médical, avec le traçage par des éléments radioactifs. Ils obtiennent le prix Nobel pour cette découverte en 1935.
Enfin, en avril 1939, quatre Français, Frédéric Joliot-Curie, Hans von Halban, Lew Kowarski et Francis Perrin, publient dans la revue Nature, peu de temps avant leurs concurrents américains, un article fondamental pour la suite des événements démontrant que la fission du noyau de l'uranium s'accompagne de l'émission de 3,5 neutrons (le chiffre exact sera de 2,4) qui peuvent à leur tour fragmenter d'autres noyaux et ainsi de suite, par un phénomène de « réaction en chaîne ». En mai 1939, les quatre Français déposent trois brevets secrets traitant de la production d'énergie à partir d'uranium et du perfectionnement des charges explosives.
L'invasion de la France par l'Allemagne en mai 1940 contraint à l'arrêt des travaux de recherche et aux déplacements secrets d'une part du stock d'eau lourde au Royaume-Uni par Hans von Halban et Lew Kowarski et d'autre part du stock d'uranium au Maroc. La coopération entre le Royaume-Uni et les États-Unis pour la construction d'une bombe atomique exclut les membres de l'équipe du Collège de France. Ces derniers contribuèrent cependant, à partir de la fin de l'année 1942, aux travaux réalisés au Canada par une équipe anglo-canadienne. Leurs travaux furent aussi déterminants pour la reprise des recherches françaises sur ce domaine.

### Genèse d’un programme nucléaire (1945-1958)
Dès mars 1945, et de sa propre initiative, Raoul Dautry (alors ministre de la reconstruction et de l'urbanisme du Gouvernement provisoire de la République française) informa le général de Gaulle (alors président du Gouvernement provisoire) que le nucléaire bénéficierait à la reconstruction ainsi qu'à la Défense nationale. C'est ainsi que le général de Gaulle chargea Raoul Dautry et Frédéric Joliot de proposer une organisation de l'industrie française du nucléaire.
Fort des découvertes françaises dans le nucléaire, mais aussi au vu des progrès réalisés par la recherche américaine dans le cadre du Projet Manhattan, et après les bombardements atomiques d'Hiroshima et de Nagasaki les 6 et 9 août 1945, le général de Gaulle crée le Commissariat à l'énergie atomique (CEA) le 18 octobre 1945. Cet organisme a officiellement pour but de poursuivre les recherches scientifiques et techniques en vue de l’utilisation de l’énergie atomique dans divers domaines de l’industrie, de la science et de la défense,. Les deux premières personnalités à se partager la responsabilité de la direction de cet organisme sont Frédéric Joliot-Curie en qualité de Haut Commissaire pour les questions scientifiques et techniques et Raoul Dautry, ancien ministre de l'Armement, en tant qu’administrateur général.

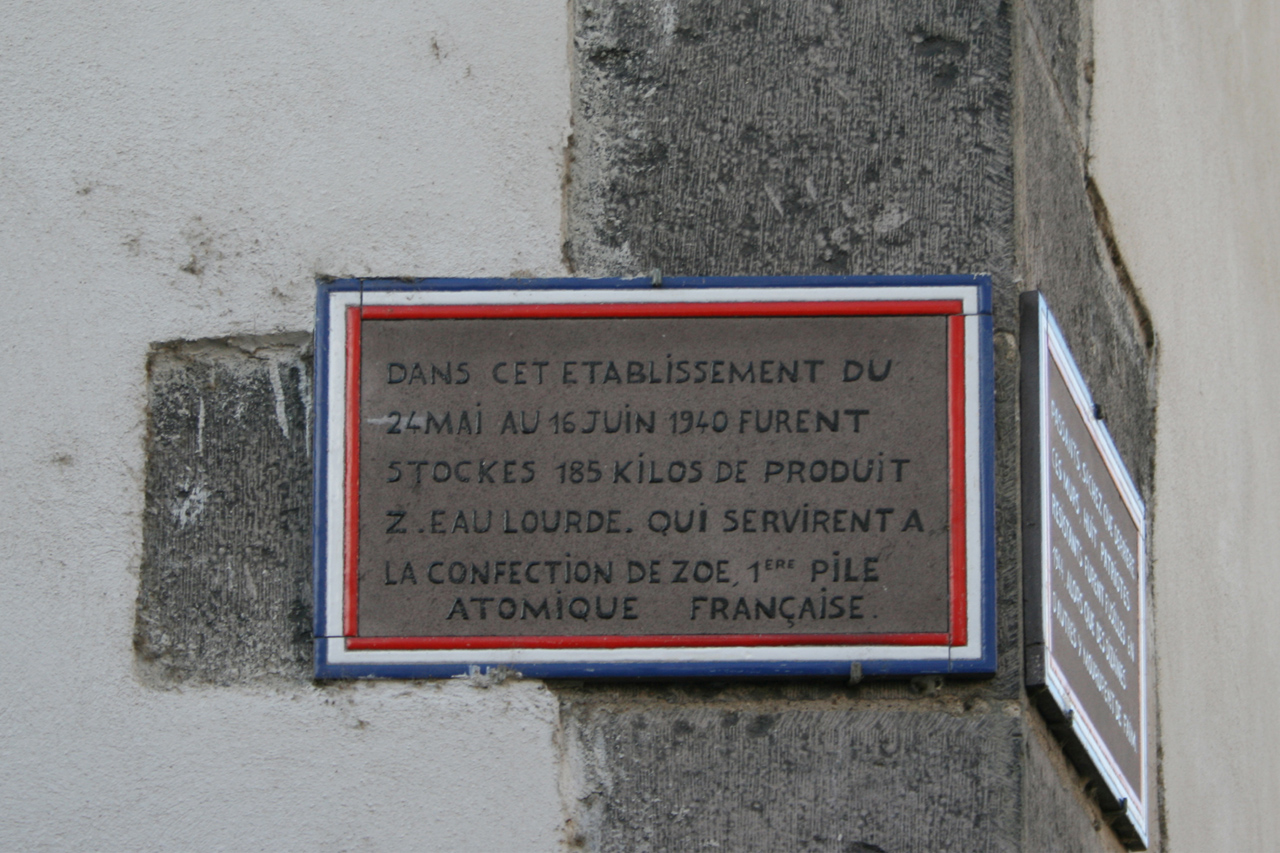
Plaque commémorative sur le site de stockage des combustibles de Zoé, la première pile atomique française.

Le fort de Châtillon, sur la commune de Fontenay-aux-Roses, est affecté au CEA le 8 mars 1946 et c’est sur cet emplacement que la première pile atomique française Zoé fonctionne pour la première fois (« diverge ») le 15 décembre 1948. Cette pile fonctionne avec un combustible d’oxyde d’uranium naturel modéré à l’eau lourde. Elle ne dégage presque pas d’énergie, quelques kilowatts à peine, mais elle va permettre des études de physique assez poussées pour mieux comprendre les réactions nucléaires et permettre la production de radioéléments pour la recherche et l’industrie.
Les opérations de raffinage du minerai d'uranium qui vient d'Afrique sont réalisées dans une enclave de la Poudrerie du Bouchet, à proximité de Ballancourt-sur-Essonne où sont également isolés les quatre premiers milligrammes de plutonium le 20 novembre 1949. L’événement est considérable car les combustibles irradiés, retirés de la Pile Zoé, peuvent dès lors être traités et parallèlement on dispose d'un procédé pour extraire le plutonium, essentiel pour constituer la première bombe atomique.
Le développement de la guerre froide, d'une manière générale, et l'explosion de la première bombe nucléaire soviétique en 1949, en particulier, amenèrent la France à ne plus conserver la position pacifiste du CEA, telle qu'affirmée par Frédéric Joliot. Ce dernier, après des déclarations publiques favorables à l'Union soviétique, fut forcé de démissionner du CEA en avril 1950. Le Gouvernement français en profita pour rappeler que le CEA avait aussi pour vocation la Défense nationale.
La question de l'armement atomique de la France ne fut cependant posée officiellement qu'en juillet 1952 lors du premier débat à l'Assemblée nationale sur le plan quinquennal de l'énergie atomique. Ce dernier, préparé par Félix Gaillard (secrétaire d'état à la présidence du Conseil dans le gouvernement de René Pleven, visait un développement du nucléaire sur le long terme. La filière suivie allait être celle des piles atomiques au graphite, fonctionnant à l'uranium naturel et produisant du plutonium. En effet, le CEA n'avait pas les moyens techniques et financiers pour l'enrichissement isotopique de l'uranium. Il s'agissait de produire assez de plutonium pour être en mesure de développer un programme atomique militaire.
Si le plan quinquennal de 1952 ouvrit la voie à la bombe nucléaire française, la décision de sa fabrication ne fut pas prise alors. En fait, l'utilisation du nucléaire à des fins militaires ne fut décidée par la France qu'en 1954 après la défaite de Ðiện Biên Phủ, compte tenu du traité concernant la Communauté européenne de défense (CED)  qui interdisait aux États membres d'entreprendre un programme nucléaire militaire indépendant, et vu le changement de stratégie de l'OTAN en faveur de représailles massives et précoces par l'emploi de l'arme atomique.
Dès la fin de l'année 1954, le Bureau d'études générales (BEG) fut créé, ancêtre de la Direction des applications militaires (DAM), et le CEA disposa d'un terrain de 30 ha à Bruyères-le-Châtel (près d’Arpajon), financé par des fonds du Service de documentation extérieure et de contre-espionnage (SDECE). À partir de juillet 1955, ce terrain accueillit le centre d'études du BEG, la première équipe scientifique arrivant en juillet 1956. Des études de détonique, pour la mise au point du détonateur, furent entreprises au fort de Vaujours dès 1955.
Enfin, des études de neutronique et de criticité furent entreprises dans un centre spécialisé à Valduc et à Moronvilliers dès 1957.

### Déploiement du programme nucléaire militaire (1958-1996)
Charles de Gaulle est investi président du Conseil par l'Assemblée nationale le 1er juin 1958. Lors du premier Conseil de défense, qui se tient le 17 juin 1958, il met un terme au projet de coopération nucléaire franco-germano-italienne initié en 1957 et, à la suite de la crise du canal de Suez au cours de laquelle la France est menacée de riposte nucléaire, accélère le programme nucléaire national en confirmant la date de la première expérience française. La maîtrise du nucléaire et la détention de l’arme atomique comme arme de dissuasion sont le cœur de la politique d’indépendance nationale voulue par le Général, tant dans le domaine militaire que le domaine énergétique.
L’objectif assigné est tenu. La première bombe atomique française, baptisée « Gerboise bleue » explose le 13 février 1960 sur le site de Reggane, en Algérie, à plus de 700 km au sud de Colomb-Béchar. Fort de ce succès, une loi du 8 décembre 1960 charge le CEA de la réalisation des armes et des moteurs de sous-marins à propulsion nucléaire. Devant l’hostilité internationale aux explosions à l’air libre, des expérimentations reprennent en souterrain dans le massif du Hoggar à In Ecker. Treize tirs y seront effectués de 1961 à 1966. Lors du deuxième tir, le 1er mai 1962, un accident nucléaire se produit. Le bouchon fermant la galerie est pulvérisé, laissant s'échapper un nuage radioactif de gaz et de particules hors de la galerie de tir. Localement une centaine de personnes subissent une exposition supérieure à 50 mSv.

Schéma simplifié du cycle du combustible nucléaire.

Pour maîtriser l’ensemble du cycle du combustible nucléaire, tant militaire que civil, il convient de pouvoir produire son propre combustible. Il est dès lors décidé en 1958 d'enrichir l'uranium à l'usine militaire de Pierrelatte. Le complexe industriel doit permettre de produire de l’uranium enrichi à différents taux : 2 %, 6 %, 25 % mais aussi très hautement enrichi à 90 %. Ce dernier type de combustible est exclusivement réservé à la fabrication de bombes atomiques. Les mises en service vont s'échelonner de 1964 à 1967.
Des essais nucléaires vont être réalisés de 1960 à 1992, d'abord en Algérie de 1960 à 1966, puis dans le Pacifique de 1966 à 1996. La France signe le Traité d'interdiction complète des essais nucléaires (TICE) le 24 septembre 1996 et démantèle ses installations de tests dans le Pacifique. Le Parlement ratifie le TICE le 6 avril 1998, engageant ainsi la France à ne plus jamais réaliser d'essais nucléaires.
Au début du XXIe siècle, les tests grandeur nature ne sont plus effectués. Les missiles sont modélisés en laboratoire.
La force de dissuasion nucléaire française va quant à elle être progressivement constituée à partir des années 1960 pour atteindre un pic durant les années 1980 et 1990 avec plus de 500 ogives nucléaires, le Bulletin of the Atomic Scientists annonçant un pic de 540 ogives en 1992 et un total de 1 260 armes construites depuis 1964.
En 1996, les 18 silos de missiles sol-sol du plateau d'Albion dans le Vaucluse sont désactivés.

### Déploiement du programme nucléaire civil

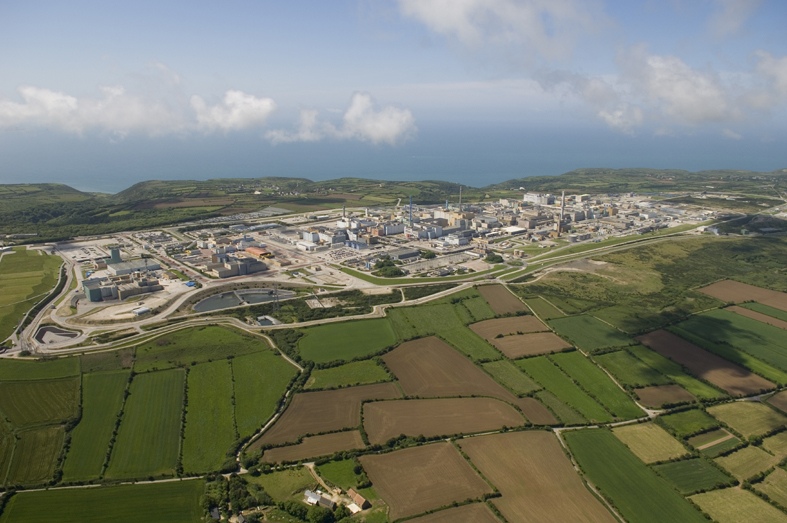
L'usine de retraitement de la Hague. Photo juin 2008.

Après le succès des réacteurs expérimentaux de Marcoule, Électricité de France est chargée de mettre en place le programme électronucléaire français. De 1963 à 1971, six réacteurs sont mis en service à la centrale nucléaire de Chinon, à la centrale nucléaire de Saint-Laurent-des-Eaux et à la centrale nucléaire du Bugey. En fin de période, le nucléaire fournit 5 % de l'électricité produite en France.
Le centre de Cadarache, près de Manosque, est créé en 1960. Il permettra l'édification des centrales à partir de la deuxième et de la troisième générations de réacteur à eau pressurisée (REP). Cette filière de production sera choisie par le gouvernement Jacques Chaban-Delmas pour équiper la France, et sera exploité en France à partir de 1977.
Le conflit israélo-arabe et le premier choc pétrolier vont pousser le gouvernement français à privilégier le nucléaire civil et à accélérer son déploiement. À partir d'un partenariat avec la société américaine General Electric, la filière française s'organise autour de la société Alstom (à l'époque Alsthom Atlantique) et Framatome. Outre les tranches de production d'électricité, la France se dote d'une structure d'enrichissement de l'uranium avec l'usine Georges-Besse (aussi connue sous le nom d'Eurodif) pour la fabrication du combustible. Pour le combustible consommé, elle réalise l'Usine de retraitement de la Hague.
À partir de 1978, l'affaire de Plogoff, où il s'agissait de construire une centrale nucléaire auprès de la Pointe du Raz, favorise l'émergence d'un mouvement antinucléaire civil.
L'industrie française du nucléaire s'émancipe de son partenariat avec les sociétés américaines. Ainsi, dans les années 1980, Framatome commence à développer ses propres modèles de réacteurs.
Toutefois, la catastrophe nucléaire de Tchernobyl et la crise économique persistante remettent profondément en cause l'élan français. Durant le mandat du président François Mitterrand, les chantiers en cours sont menés à terme, mais aucune nouvelle centrale n'est commencée. La France participe et s'engage dans un programme contraignant de protection, en appliquant la Convention sur la sûreté nucléaire par un décret d'octobre 1996.
À partir des années 2000, les enjeux du nucléaire français se trouvent à l'extérieur de la France. À cause de la crise, l'offre intérieure est en surcapacité. Framatome renforce la compétitivité mondiale de son pôle nucléaire. Dans cet objectif elle se restructure et devient Areva, enfin Orano en 2018. En 2003 l’électricien finlandais Teollisuuden Voima Oyj (TVO) la choisit pour construire un réacteur pressurisé européen, un chantier phare. Mais il dépasse largement ses coûts et son planning. Devant cet échec, la société s'oriente vers la réalisation de centrales de plus petite capacité.
En mars 2011, un nouvel accident, à Fukushima, au Japon provoqua encore une fois d'importantes inquiétudes sur la sécurité de la filière. L'évolution de l'industrie nucléaire en France après l'accident de Fukushima a toutefois été de la confirmer à son rang par le gouvernement, après une évaluation complémentaire de sûreté, en renforçant encore la prévention et en approfondissant les capacités de réaction lors d'un accident majeur.

### Ouverture du marché de l'électricité à la concurrence (2000 à aujourd'hui)
Les années 2000 sont marquées par l'ouverture du marché de l'électricité à la concurrence et une restructuration économique du secteur.
La loi no 2000-108 du 10 février 2000 relative à la modernisation et au développement du service public de l’électricité modifie en profondeur le marché de l’électricité en France puisque EDF est mis en situation de concurrence pour la production d’électricité et sa fourniture aux plus gros clients, dont la consommation dépasse un seuil, fixé par décret. Mais au Conseil européen de Barcelone des 15 et 16 mars 2002, il est décidé que cette ouverture soit complète. La totalité des consommateurs doivent être éligibles aux offres de marché au 1er juillet 2007. Une deuxième directive est ainsi adoptée, la directive 2003/54/CE du 26 juin 2003. Elle prévoit l'ouverture du marché au 1er juillet 2004 aux clients professionnels puis, à compter du 1er juillet 2007, à l'ensemble des consommateurs.
La loi du 9 août 2004 relative au service public de l'électricité et aux entreprises électriques et gazières transpose en droit français les obligations communautaires, et parallèlement transforme en sociétés anonymes les opérateurs historiques EDF et GDF afin de leur permettre de faire face à la concurrence et d'agir sur le marché européen. La loi du 7 décembre 2006 relative au secteur de l'énergie achève la transposition, et autorise l'État à devenir actionnaire minoritaire dans GDF, en vue de la fusion de l'opérateur historique avec Suez. La loi apporte également une solution à la forte hausse des prix de l'énergie sur les marchés à partir de 2004, en permettant aux clients domestiques de revenir aux tarifs réglementés sous certaines conditions et en instaurant à titre temporaire pour les clients industriels un tarif réglementé transitoire d'ajustement du marché (TaRTAM),.
La totalité du marché, soit près de 450 TWh, est ainsi ouverte à la concurrence depuis le 1er juillet 2007. Toutefois le marché de l'électricité en France reste l'un des plus concentrés de l'Union européenne, avec une position prépondérante des fournisseurs historiques, en particulier EDF. À titre de comparaison, les marchés allemand, britannique et italien apparaissent plus ouverts. En Allemagne et au Royaume-Uni, aucun acteur ne détenait au 31 décembre 2008 une part de marché supérieure à 41 % en ce qui concerne les clients résidentiels.
Au vu de ce constat, la Commission européenne engage en 2006 et 2007 deux procédures contentieuses contestant le système français de tarifs réglementés de vente d'électricité, sources de la faible concurrence. Pour répondre à cette exigence, une loi portant nouvelle organisation du marché de l'électricité, dite loi Nome a été votée le 7 décembre 2010, et entre en application le 1er juillet 2011. Elle impose à EDF de céder annuellement jusqu'à 100 TWh d'électricité issue des centrales nucléaires françaises à ses concurrents à des conditions représentatives des conditions économiques de production d’électricité, conditions évaluées par la Commission de régulation de l'énergie (CRE).
Fin 2016, la part de marché des fournisseurs alternatifs était de 29 % sur le marché de l'électricité et 55 % sur celui du gaz ; 38 % des ventes d'électricité restent assurées par EDF au tarif réglementé et 33 % par EDF et les distributeurs locaux (ELD) en offres de marché. La suppression des tarifs réglementés pour les entreprises et les collectivités a fortement accéléré l'ouverture du marché, mais sur le segment résidentiel (particuliers et petits professionnels) 88 % des clients restent au tarif réglementé. Bruxelles a inclus dans son dernier « paquet hiver » la suppression à moyen terme de ce tarif dans l'électricité, mais le basculement devrait être progressif.
Le Conseil d'État a jugé le 19 juillet 2017 que le maintien de tarifs réglementés du gaz naturel était contraire au droit de l'Union européenne. Le ministre de la Transition écologique et solidaire Nicolas Hulot, a reconnu lors d'une audition au Sénat : « à un moment ou à un autre, il faudra se plier aux injonctions de Bruxelles concernant les tarifs de gaz et d'électricité. Nous allons évidemment faire en sorte que cela se fasse le moins douloureusement possible ».
Fin 2018, les représentants de la Commission et du Parlement européens confortent le maintien des tarifs réglementés en France (et dans trois autres pays: la Bulgarie, la Roumanie et la Hongrie) jusqu’en 2025.

### Restructuration de la filière nucléaire
En 2012, une affaire d’État politico-financière implique Areva, et particulièrement Anne Lauvergeon, sa présidente. Le scandale est lié au rachat de la société canadienne UraMin. Des accusations et des révélations d’espionnage, de corruption, de fraude, et de conflits d’intérêts se multiplient dans la presse. Anne Lauvergeon est limogée à la fin de l'année 2011 alors que les effets de sa gestion se font sentir après son départ, avec des pertes estimées à dix milliards d'euros entraînant des besoins en recapitalisation et la ruine des petits actionnaires, qui se voient proposer un prix de rachat à 4,50 euros les titres émis à 32,50 euros au moment de son départ. En mai 2016, elle est mise en examen pour présentation et publication de comptes inexacts et diffusion de fausses informations, les provisions pour constater la perte de valeur d'Uramin n'ayant été passées que très tardivement.
Afin de résoudre les graves difficultés subies par Areva (déficit de 4,8 milliards d'euros en 2014), l'État a exigé une restructuration complète du groupe et un accord entre EDF et Areva, qui a été conclu le 28 juillet 2015 : EDF doit acquérir 75 % du capital d'Areva NP (activité réacteurs d'Areva), autrement dit l'ex-Framatome, dont Areva conservera 25 % ; EDF revendra une partie de ses actions à d'autres partenaires, tout en restant majoritaire.
Les accords définitifs ont été signés le 22 décembre 2017 : EDF rachète 75,5 % de l'activité de réacteurs nucléaires d'Areva, appelée temporairement New NP avant de reprendre son nom de Framatome, dont Mitsubishi Heavy Industries acquiert 19,5 % et Assystem 5 %.
Simultanément, la division Areva TA (activité propulsion nucléaire navale) est également repris par l'État français, NavalGroup et le CEA, et reprend son nom de TechnicAtome. Canberra (les instruments de mesure de la radioactivité) sont cédés à l'américain Mirion Technologies et l'éolien offshore (Areva Blades) est cédé au partenaire Siemens Gamesa.
Areva est renommée « New Areva » en 2016 puis « Orano » en 2018. Le groupe qui comptait 42 000 salariés en 2014, n'en compte en 2018 plus que 16 000 et se recentre sur les activités liées au combustible nucléaire. Installée depuis début 2012 à la Tour Areva, le siège social est déménagé à Châtillon en 2019.
À partir de 2014, l'américain General Electric cherche à racheter Alstom Power et Alstom Grid, filiales de l'entreprise belfortaine, notamment spécialisée dans la production de turbine Arabelle. Ces activités étant considérées comme stratégiques, le rachat nécessite l'autorisation de l'État français, obtenu le 4 novembre 2014 par le ministre de l'Économie, de l'Industrie et du Numérique Emmanuel Macron, autorisant l’investissement de General Electric dans Alstom,. En 2020, en recherche de liquidités, General Electric est engagé dans la vente d’une bonne partie de ses actifs, dont potentiellement les activités nucléaires ex-Alstom.

### Impact de la loi relative à la transition énergétique
Le cas de la centrale de Fessenheim devient politique en entrant dans le programme de François Hollande lors de sa campagne présidentielle de 2012. L'arrêt définitif est alors promis pour 2016, engagement réaffirmé en mars 2015. La mise à l'arrêt définitif est par la suite fixée pour 2018 par la ministre de l'écologie de François Hollande, Ségolène Royal. Puis le président Emmanuel Macron annonce le report de la fermeture à l'été 2020. Le réacteur numéro un de la centrale est mis à l'arrêt définitivement dans la nuit du 21 au 22 février 2020. La mise à l'arrêt définitif du second réacteur est effectuée dans la nuit du 29 au 30 juin 2020. Selon la société française d'énergie nucléaire, l'arrêt de ces réacteurs entraînera des émissions additionnelles de l’ordre de 10 millions de tonnes de CO2 par an, en raison de l'importation nécessaire d'électricité provenant de centrales à charbon allemandes.

### Plan de relance de 2020
Le plan de relance présenté en septembre 2020 par le gouvernement Castex prévoit, dans l'enveloppe de 30 milliards € consacrée à l'écologie, un budget de 470 millions € sur deux ans pour le nucléaire : 200 millions € seront consacrés au développement des compétences, 100 millions € au renforcement des fonds propres des PME et ETI du secteur nucléaire fragilisées par la crise, et 170 millions € à la recherche sur les petits réacteurs modulaires.

### «France 2030»
Le président Macron annonce le 12 octobre 2021, dans le cadre du plan d'investissement « France 2030 », une enveloppe d'un milliard d'euros pour « développer des technologies de rupture », notamment des petits réacteurs nucléaires, « une meilleure gestion des déchets nucléaires » et « la recherche et le développement des réacteurs de quatrième génération qui permettent de réduire ces déchets ». Cette somme s'ajoute aux 470 millions d'euros alloués à la filière nucléaire dans le cadre du plan de relance, dont 70 millions pour les petits réacteurs modulaires (PRM ou SMR). Le président déclare également que pour « devenir le leader de l'hydrogène vert en 2030 », la France devra compter sur l'électricité nucléaire ; le plan France 2030 prévoit ainsi 2 milliards d'euros pour développer l'hydrogène vert.
La relance du programme nucléaire français est actée par le président de la République lors de son allocution télévisée du 9 novembre 2021, qui annonce la construction de nouveaux réacteurs, mais sans préciser s'il s'agit d'EPR ou d'EPR2,.

### «Taxonomie verte» européenne
Le 2 février 2022, la Commission européenne présente son « acte délégué » pour la labellisation des activités contribuant à la réduction des gaz à effet de serre. Ce document fixe les conditions de l'inclusion du nucléaire et du gaz dans la taxonomie européenne, les deux sources d'énergie se retrouvant dans la même catégorie juridique d'énergies contribuant à la transition sans être à proprement parler durables. Les nouveaux projets de centrales nucléaires devront avoir obtenu un permis de construire avant 2045 (avec une clause de rendez-vous pour la suite). Les travaux permettant de prolonger la durée de vie des réacteurs existants, tels que le « grand carénage » d'EDF, devront avoir été autorisés avant 2040. Le futur règlement doit entrer en vigueur le 1er janvier 2023. Il peut encore, en théorie, être bloqué si le Conseil ou le Parlement font opposition, mais c'est peu probable. L'Autriche, très antinucléaire, a confirmé son intention d'attaquer le texte en justice. Le Luxembourg pourrait suivre. La Commission rétorque qu'elle est « confiante » sur la solidité juridique de sa démarche.
Les industriels du nucléaire se félicitent que « pour la première fois, un texte européen reconnaît le rôle du nucléaire pour décarboner l'économie », mais sont « très déçus de voir le nucléaire toujours classé parmi les technologies de transition ». Les garde-fous spécifiques imposés aux investissements dans l'atome pour être qualifiés de « durables » leur semblent peu réalistes, en particulier l'obligation d'utiliser, à partir de 2025, des combustibles résistant à des températures très élevées pour tenir le choc en cas d'accident, dits « accident tolerant fuel » : ce type de combustible, produit par Framatome, « est actuellement en test aux États-Unis mais il ne sera pas opérationnel, ni aux États-Unis ni en Europe, d'ici à 2025 ». Par ailleurs, la date limite de 2045 pour toute nouvelle commande risque d'entraver le développement des petits réacteurs modulaires. Mais le texte prévoit des clauses de revoyure tous les trois ans.

### Relance du programme nucléaire
Le 10 février 2022, le président Macron annonce sa décision de « prolonger la durée de vie de tous les réacteurs nucléaires [dans la mesure du possible] […] et lancer dès aujourd'hui un programme de nouveaux réacteurs », soit six EPR2 dès à présent et potentiellement huit nouveaux exemplaires dans les années à venir.
Un rapport du syndicat professionnel des entreprises du nucléaire, le Gifen, évalue les besoins de recrutement et formation pour la construction des nouveaux réacteurs nucléaires : au total, d'ici à dix ans, les effectifs de la filière nucléaire (quelque 220.000 emplois aujourd'hui, dont 125.000 emplois directs) pourraient croître de près de 25 %. Au total, 60.000 recrutements sont prévus sur les « métiers coeur », dont une moitié pour répondre à la croissance d'activité et une autre moitié pour répondre au renouvellement des départs en retraite ou vers d'autres secteurs. En tenant compte des emplois indirects, le besoin est de 100.000 recrutements équivalent temps plein sur dix ans, avec un pic entre 2027 et 2030, lors du démarrage de la construction des réacteurs EPR de Penly. La majeure partie de l'effort d'embauche devra être réalisée par les multiples PME et ETI qui travaillent pour le nucléaire en France.

## Acteurs de l'industrie nucléaire française
La filière nucléaire française rassemble 2 500 entreprises employant en 2015 près de 220 000 salariés (emplois directs et indirects) particulièrement qualifiés et génère un chiffre d’affaires de 50 Mds € dont 14 Mds € de valeur ajoutée, selon la direction générale des entreprises (DGE) du ministère de l'Économie et des Finances. La filière nucléaire est en 2018 la troisième filière industrielle française, derrière l’aéronautique et l’automobile, avec plus de 2 600 entreprises, dont 80 % de PME et de microentreprises, réparties sur l’ensemble du territoire ; la proportion de cadres est deux fois supérieure à celle de l’industrie française en général. La filière nucléaire se positionne au quatrième rang des industries innovantes avec 1,3 milliard d’euros d’investissement par an. Près de 55 % des entreprises de la filière mènent des activités à l’export, qui représentent en moyenne plus de 16 % de leur chiffre d’affaires. Près de 60 % du chiffre d’affaires à l’export est réalisé en Europe, 16,6 % en Chine, 7,4 % en Asie (hors Chine) et 7,4 % en Amérique du Nord.

### Construction et exploitation

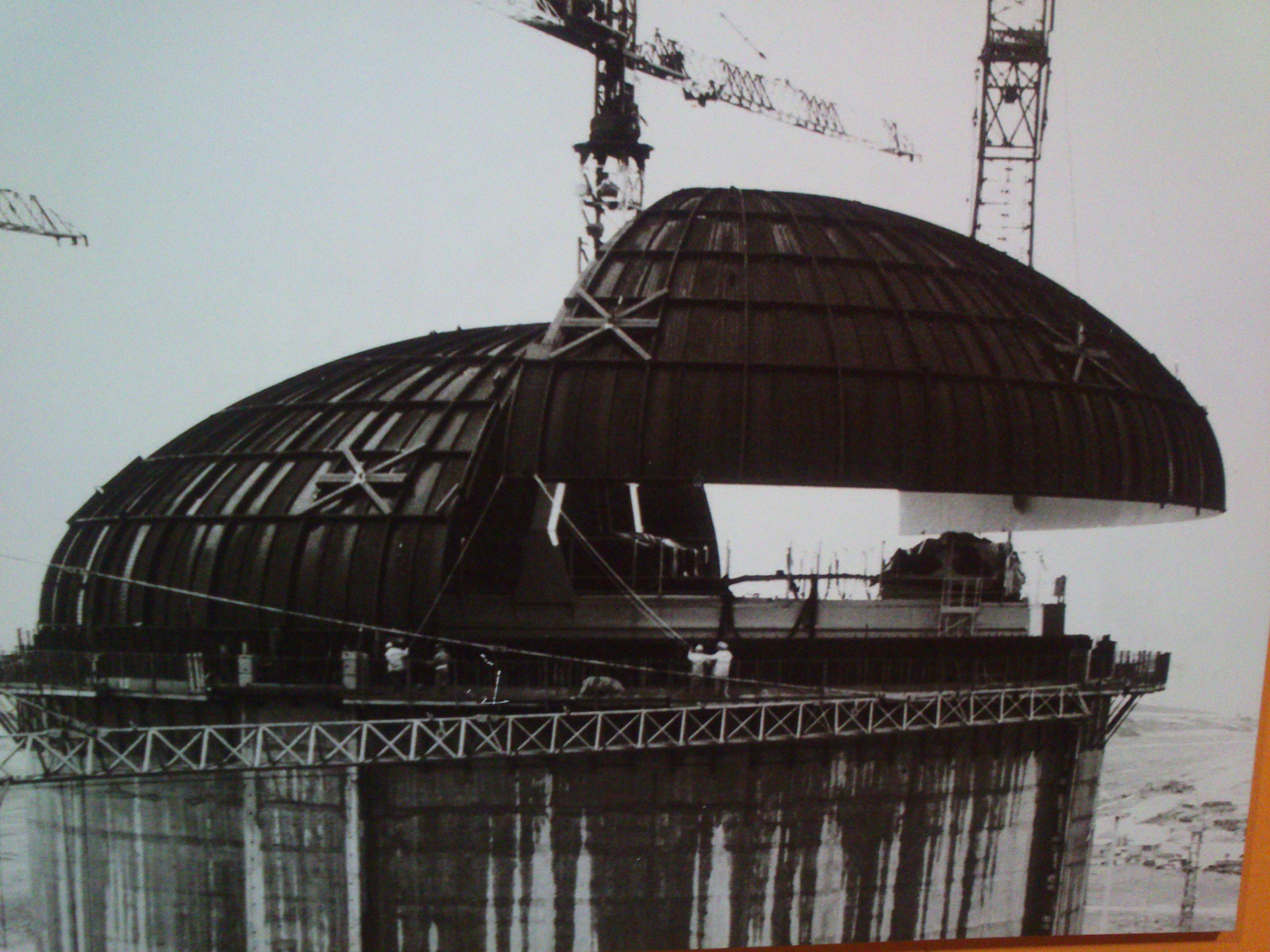
Pose du dôme du bâtiment du réacteur à Gravelines.

Les principaux acteurs de la filière nucléaire française sont également des acteurs d’envergure mondiale :
- EDF, opérant un parc de 58 réacteurs en France et de 15 en Grande-Bretagne, est le plus important producteur mondial d’électricité nucléaire, et avec sa filiale Framatome, opère dans la conception et la fourniture des chaudières ou îlots nucléaires, ainsi que dans les services aux réacteurs en exploitation (remplacement de certains composants de l’îlot nucléaire, opérations en arrêt de tranche). EDF, en tant qu’architecte-ensemblier de ce parc, et en tant qu’exploitant, a accumulé plus de 1 000 années-réacteurs ;
- Orano, avec ses filiales Orano Cycle et Orano Mining est présent dans les étapes du cycle du combustible nucléaire de l'extraction au raffinage, ainsi qu'au recyclage. Orano extrait l'uranium au Niger, au Canada et au Kazakhstan ;
- Alstom est l’un des leaders mondiaux pour les îlots conventionnels des centrales nucléaires (de type REP et REB). Environ 30 % du parc mondial en exploitation utilise des ensembles turbine-alternateur développés par ce groupe ; la branche énergie d'Alstom a été rachetée en 2014 par General Electric[45] ; en janvier 2022, le français EDF et General Electric s'entendent sur une reprise d'une partie de GE Steam Power (GEAST, ex-Alstom Power Systems), les activités de GE Power dans le nucléaire. EDF va débourser environ 175 millions d’euros pour cette transaction, une fois prises en compte les liquidités et dettes de l’activité rachetée. Cette ancienne activité d'Alstom Power valorisée à un milliard d’euros, spécialisée dans les groupes turbo-alternateurs nucléaires, notamment Arabelle et les services de maintenance associés aux réacteurs déployés[46],[47],[48] ;
- Bouygues et Vinci, acteurs mondiaux dans leur spécialité de génie civil et d’ouvrages d’art, sont des partenaires historiques qui ont concouru à la réalisation de l’ensemble du parc français au travers des sociétés qui ont été consolidées pour former ces deux groupes.

Au-delà de ces grands acteurs industriels, on compte environ une vingtaine d'entreprises de taille intermédiaire et plusieurs centaines de PME. Ce réseau d’entreprises, dont environ 200 spécialisées dans le nucléaire, joue un rôle essentiel.
Par ailleurs, Engie détient et exploite sept centrales nucléaires en Belgique.
EDF a mené l'implantation des centrales sur le territoire en veillant à les intégrer dans le tissu humain local. Les sites d'implantation étaient avant la construction des campagnes déshéritées, pour lesquelles les taxes foncières et professionnelles puis, depuis 2012, l’imposition forfaitaire sur les entreprises de réseau, versées au titre des centrales, représentent aujourd'hui une aubaine financière. Si, au début, EDF créait pour ses agents des colonies nucléaires, la société préfère aujourd'hui favoriser l'achat de bâti ancien. De plus EDF systématise les subventions et la participation de ses agents aux associations locales. Ainsi, Saint-Vulbas (centrale de Bugey), village d'un peu plus de 1 000 habitants, s'est équipé d'un palais des congrès et d'un centre aquatique. Dans ces campagnes, où la fermeture des services publics induit des crises d'identité, les centrales d'EDF, toujours perçues symboliquement comme rattachées à la nation même si elles relèvent d'un régime de droit privé, sont devenues des fiertés locales, entrant souvent dans les blasons des communes tels que ceux de Braud-et-Saint-Louis ou Paluel, ou encore sur les logos des intercommunalités comme celles de l’Essor du Rhin et de Cattenom.

### Acteurs institutionnels

#### Services ministériels
Les questions relatives à l’énergie nucléaire relèvent de plusieurs administrations françaises, en particulier :
- le ministère de la Transition écologique et solidaire, notamment :
  - la direction générale de l'Énergie et du Climat (DGEC) qui participe à la définition de la politique nucléaire française et assure la tutelle des établissements publics relevant du ministère,
  - la direction générale de la Prévention des risques (DGPR) qui participe à l'élaboration et à la mise en œuvre des politiques relatives à la sûreté nucléaire et à la radioprotection,
  - le Département de la sécurité nucléaire (DSN) qui est chargé du contrôle de la sécurité des matières nucléaires civiles, ainsi que des transports et des installations qui leur sont associés, contre les actes de malveillance,
- le ministère de l'Europe et des Affaires étrangères conçoit la politique extérieure et conduit et coordonne les relations internationales de la France dans le domaine du nucléaire et en particulier en ce qui concerne le contrôle de la non-prolifération,
- le ministère de l’Économie et de Finances,
- le Secrétariat général des affaires européennes, créé en 2005, instruit et prépare les positions qui seront exprimées par la France au sein des institutions de l’Union européenne, et en particulier au sein de l'Euratom,
- le ministère de l'Enseignement supérieur, de la Recherche et de l'Innovation,
- le ministère des Armées, notamment :
  - le délégué à la sûreté nucléaire et à la radioprotection pour les activités et installations intéressant la Défense (DSND), qui assure le contrôle de la sûreté nucléaire et de la radioprotection des installations nucléaires de base secrètes (INBS),
  - la Direction de la protection des installations, moyens et activités de la défense (DPID), qui est notamment chargée de la protection des matières nucléaires attachées à la dissuasion, des transports et des installations qui leur sont associés contre les actes de malveillance.

#### Autorité administrative indépendante
- l’Autorité de sûreté nucléaire (ASN), créée par la loi du 13 juin 2006 relative à la transparence et à la sécurité en matière nucléaire (dite « loi TSN »). Elle assure, au nom de l’État, le contrôle de la sûreté nucléaire et de la radioprotection en France pour protéger les travailleurs, les patients, le public et l’environnement des risques liés aux activités nucléaires. Elle contribue à l'information des citoyens. Elle a enfin une activité importante à l’international, contribuant à l’élaboration et à la diffusion des meilleurs principes et pratiques en matière de sûreté nucléaire[51].

#### Agences et établissements publics
- le Commissariat à l'énergie atomique et aux énergies alternatives (CEA), créé en 1945, anciennement appelé Commissariat à l'énergie atomique (CEA) et renommé à la suite de la loi no 2010-237 de finances rectificatives pour 2010, est un organisme public de recherche. Il exerce ses missions dans trois grands domaines : les énergies décarbonées, les technologies de l'information pour la santé, et la Défense et la sécurité globale. Ses recherches dans le domaine de l’énergie traitent du nucléaire et des nouvelles technologies de l’énergie (biomasse, solaire thermique et photovoltaïque, hydrogène et pile à combustible, Stockage de l'énergie). Il conseille par ailleurs le gouvernement en matière de politique extérieure dans le domaine nucléaire[51].
- l’Institut de radioprotection et de sûreté nucléaire (IRSN), créé en 2001, exerce, selon le décret du 22 février 2002 des missions d’expertise et de recherche dans le domaine de la protection et le contrôle des matières nucléaires. Il apporte en outre son concours technique aux autorités de l’État.
- l’Agence nationale pour la gestion des déchets radioactifs (ANDRA), créée en 1991, est chargée de la gestion à long terme des déchets radioactifs produits en France.

#### Organes nationaux
- L’Office parlementaire d'évaluation des choix scientifiques et technologiques (OPECST), créé en 1983, a pour mission d'informer le Parlement français des conséquences des choix de caractère scientifique et technologique afin d'éclairer ses décisions. À cette fin, il recueille des informations, met en œuvre des programmes d'études et procède à des évaluations.
- La Commission nationale d'évaluation (CNE), créée en 1991, est chargée d'évaluer les résultats des recherches sur la gestion des déchets radioactifs de haute activité à vie longue. Elle produit un rapport annuel.
- Le Haut Comité pour la transparence et l’information sur la sécurité nucléaire (HCTISN), créé en 2006, est une instance indépendante d'information, de concertation et de débat sur les risques liés aux activités nucléaires.
- L’Association nationale des comités et commissions locales d'information (ANCCLI), est une association regroupant des Commissions Locales d'Information (CLI) auprès notamment des installations nucléaires de base et est à ce titre une instance représentative de la population.

### Organismes professionnels
Le GIIN (Groupe Intersyndical de l’Industrie Nucléaire), créé le 24 janvier 1959 par les fédérations professionnelles nationales, représente les intérêts des organisations professionnelles et de leurs 450 entreprises adhérentes (TPE, PME, ETI et grands groupes) intervenant dans le domaine du nucléaire civil.
La SFEN (Société française d'énergie nucléaire), fondée en 1973, est une association scientifique dont l’objet est de produire et diffuser de la connaissance sur les sciences et techniques du nucléaire.
Le Comité stratégique de filière nucléaire (CSFN) a été créé en 2011 par le ministre de l’industrie, de l’énergie et de l’économie numérique avec pour mission de consolider les relations et les partenariats entre les différents acteurs de l'industrie nucléaire française.
L'AIFEN (Association des Industriels Français Exportateurs du Nucléaire) a été établie le 4 juillet 2013 par le CSFN pour « soutenir l’équipe de France du nucléaire à l’international ».
Sur le modèle de l’aéronautique et de l’automobile, 24 associations, donneurs d’ordre et industriels de la filière nucléaire française ont créé, le 14 juin 2018, le Groupement des industriels français de l’énergie nucléaire, le GIFEN.

## Production d'électricité

### Part du nucléaire dans le bilan énergétique français

#### Bilan global en énergie primaire

Production française en énergie primaire par nature de source

Le bilan énergétique de la France présentant les consommations et production en énergie primaire, extraite du sol ou issue d’une centrale nucléaire ou hydraulique, exprimées en « tonne d'équivalent pétrole » est donné dans le tableau ci-après. Il s'agit d'une présentation conventionnelle qui permet de comparer les énergies primaires sur la base d'une même unité. En ce qui concerne l'électricité, celle produite par une centrale nucléaire est comptabilisée conventionnellement selon la méthode de « l’équivalent primaire à la production », avec un rendement théorique de conversion des installations égal à 33 % ; le coefficient de substitution est donc 0,086/0,33 = 0,260 606 tep/MWh. Ainsi les 409,7 TWh d'électricité nucléaire produits en 2009 équivalent à 106,8 MTep. L’électricité produite par une centrale à géothermie est aussi comptabilisée selon la même méthode, mais avec un rendement théorique de conversion des installations égal à 10 % ; le coefficient de substitution est donc 0,086/0,10 =0,86 tep/MWh. Toutes les autres formes d’électricité primaire (production par une centrale hydraulique, éolienne, marémotrice, photovoltaïque, etc. échanges avec l’étranger) sont comptabilisées selon la méthode du « contenu énergétique à la consommation », avec le coefficient 0,086 tep/MWh.
Depuis 1973, la consommation d'énergie primaire a connu une augmentation régulière jusqu'en 2000, puis beaucoup plus faible (+ 0,2 % entre 2000 et 2008) et enfin une baisse progressive depuis 2009. La production intérieure s'établit en 2016 à 54 % de cette consommation. Le taux d'indépendance énergétique s'est amélioré de 1975 (25 %) à 1995 (55 %), principalement en raison de l'augmentation de la montée en puissance de la production d'électricité nucléaire ; il s'est ensuite stabilisé aux environs de 50 %, puis a progressé jusqu'à 57 % en 2013.
Au cours de la période de la reconstruction, le développement économique et social de la France a reposé principalement sur le déploiement d'industries très consommatrices en énergie. Les besoins énergétiques en accroissement rapide ont été partiellement couverts par le charbon national et des ressources hydroélectriques. Toutefois, les ressources énergétiques fossiles françaises étant limitées et coûteuses, le pays était fortement tributaire des importations pour son approvisionnement énergétique. En 1973, les importations couvraient plus de 75 % de la consommation nationale d'énergie, comparativement à 38 % en 1960. La crise pétrolière des années 1970 a conduit le gouvernement français à mettre en œuvre un important programme électronucléaire, parallèlement à des mesures d'économie d'énergie, une amélioration de l'efficacité énergétique et un effort de recherche et de développement dans le domaine des énergies renouvelables. La part du nucléaire dans l'approvisionnement en énergie primaire est ainsi passée de moins de 2 % à la fin des années 1960 à environ un tiers dans le milieu des années 1990 et a atteint 41 % en 2016.
Le taux d'indépendance énergétique, qui compare la production nationale primaire à la consommation primaire (non corrigée du climat) est passé de 23,7 % en 1973 à 54,2 % en 2016.
| Bilan énergétique (en Mtep),    | Bilan énergétique (en Mtep),      | 1973   | 1980   | 1990   | 2000   | 2010   | 2014   | 2015   | 2016   | Ratios |
| Consommation d'énergie primaire | Total                             | 179,7  | 190    | 228,3  | 269,2  | 268,0  | 245,7  | 249,8  | 245,8  |        |
| ------------------------------- | --------------------------------- | ------ | ------ | ------ | ------ | ------ | ------ | ------ | ------ | ------ |
| Consommation d'énergie primaire | Charbon                           | 27,8   | 31,1   | 19,2   | 14,2   | 11,5   | 9,3    | 8,8    | 8,6    | 3,5 %  |
| Consommation d'énergie primaire | Pétrole                           | 121,5  | 107,1  | 88,3   | 95,1   | 81,8   | 71,5   | 72,3   | 69,6   | 28,3 % |
| Consommation d'énergie primaire | Gaz naturel                       | 13,2   | 21,1   | 26,3   | 37,6   | 42,4   | 32,6   | 35,0   | 38,3   | 15,6 % |
| Consommation d'énergie primaire | Nucléaire                         | 7,7    | 22,2   | 83,2   | 108,9  | 111,7  | 113,7  | 114,0  | 105,1  | 42,7 % |
| Consommation d'énergie primaire | Renouvelables électriques         |        |        |        |        | 6,7    | 7,4    | 7,2    | 7,7    | 3,2 %  |
| Consommation d'énergie primaire | Renouvelables thermiques          | 9,4    | 8,4    | 11,4   | 13,3   | 16,5   | 16,9   | 18,0   | 20,1   | 8,2 %  |
| Consommation d'énergie primaire | Exportations d'électricité        |        |        |        |        | -2,6   | -5,8   | -5,5   | -3,6   | -1,5 % |
| Production d'énergie primaire   | TOTAL                             | 43,5   | 52,5   | 5      | 132,5  | 137,4  | 138,8  | 139,8  | 133,1  |        |
| Production d'énergie primaire   | Électricité primaire nucléaire    | 3,8    | 16     | 81,7   | 108,2  | 111,7  | 138,8  | 114,0  | 105,1  | 78,9 % |
| Production d'énergie primaire   | Électricité primaire renouvelable | 4,1    | 6      | 5      | 6,3    | 6,7    | 7,4    | 7,2    | 7,7    | 5,8 %  |
| Production d'énergie primaire   | Renouvelables thermiques          | 9,8    | 8,7    | 10,7   | 12,5   | 16,4   | 16,5   | 17,6   | 19,4   | 14,5 % |
| Production d'énergie primaire   | Pétrole                           | 2,2    | 2,4    | 3,5    | 1,7    | 1,9    | 1,0    | 1,0    | 0,9    | 0,7 %  |
| Production d'énergie primaire   | Gaz naturel                       | 6,3    | 6,3    | 2,5    | 1,5    | 0,6    | 0,01   | 0,02   | 0,02   | 0,02 % |
| Production d'énergie primaire   | Charbon                           | 17,3   | 13,1   | 7,7    | 2,3    | 0,1    | 0,1    | 0      | 0      | 0 %    |
| Taux d'indépendance énergétique | Taux d'indépendance énergétique   | 23,7 % | 27,4 % | 49,7 % | 50,1 % | 51,3 % | 56,5 % | 56,0 % | 54,2 % |        |

#### Production d'électricité

Évolution de la production d'électricité par source (en TWh)

La production d'électricité a été multipliée par trois entre 1973 et 2015, essentiellement en raison d'une multiplication par 28 de la production d'électricité d'origine nucléaire qui est passée de 14,8 TWh à 417 TWh, mais en 2016 elle baisse de 8 %. Cette baisse s’explique par l’arrêt, au second semestre, d’un nombre de réacteurs plus élevé qu’à l’accoutumée en raison d’opérations de maintenance et de contrôles renforcés, exigés par l’Autorité de sûreté nucléaire.
Parallèlement, la production d'électricité des énergies renouvelables augmentent fortement, de 48,1 TWh en 1973 à 94 TWh en 2016, et celle des énergies fossiles recule de plus de moitié avec la fermeture progressive des centrales thermiques à charbon et à fioul. Ainsi la part du nucléaire dans l'électricité produite en France reste-t-elle à peu près constante depuis 1990, sauf en 2016.
| Production d'électricité (en TWh), | Production d'électricité (en TWh), | 1973  | 1980   | 1990   | 2000   | 2010   | 2013   | 2014   | 2015   | 2016   | % 2016 |
| ---------------------------------- | ---------------------------------- | ----- | ------ | ------ | ------ | ------ | ------ | ------ | ------ | ------ | ------ |
| Électricité secondaire             | Thermique classique*               | 119,5 | 126    | 47,1   | 49,5   | 55,6   | 49     | 33     | 41     | 54     | 10,1 % |
| Électricité primaire               | Nucléaire                          | 14,8  | 61,3   | 314,1  | 415,2  | 428,5  | 404    | 416    | 417    | 384    | 72,0 % |
| Électricité primaire               | Hydraulique                        | 48,1  | 70,7   | 57,4   | 71,1   | 67,5   | 75     | 68     | 59     | 65     | 12,2 % |
| Électricité primaire               | Éolien                             |       |        | 0,0    | 0,05   | 9,9    | 16     | 17     | 21     | 21     | 3,9 %  |
| Électricité primaire               | photovoltaïque                     |       |        |        |        | 0,62   | 5      | 6      | 7      | 8      | 1,5 %  |
| Total                              | Total                              | 182,4 | 258    | 420,8  | 540,0  | 569,1  | 550    | 541    | 546    | 533    | 100 %  |
| part du nucléaire                  | part du nucléaire                  | 8,1 % | 23,8 % | 74,6 % | 76,9 % | 75,3 % | 73,5 % | 76,9 % | 76,4 % | 72,0 % |        |

- La rubrique « Thermique classique » ne comporte pas seulement la production des centrales à combustibles fossiles, mais aussi celle des centrales brûlant de la biomasse et des déchets urbains, qui sont des énergies renouvelables.

L'année 2019 a montré une baisse de la production, par rapport à 2018, de 2 % de la quantité d'électricité produite. Dans cette baisse on observe :
- une diminution de production d'origine nucléaire (-3,5 %), hydraulique (-12,1 %), venant du charbon (-71,9 %) ;
- une augmentation des productions d'origine éolienne (+21,2 %) et solaire (+7,8 %)[60].

### Descriptif du parc de centrales électronucléaires

Calendrier de construction des centrales nucléaires françaises

En 2020, la France compte 18 centrales nucléaires en exploitation pour un total de 56 réacteurs nucléaires de puissance et un réacteur EPR en construction ; la France compte aussi 14 réacteurs arrêtés définitivement et en cours de démantèlement. Chacune de ces centrales comprend deux ou quatre réacteurs, à l'exception de la centrale de Gravelines (Nord) qui en comprend six. Ces réacteurs sont de la filière à eau pressurisée. Le parc des 56 réacteurs se répartit en :
- 32 réacteurs de 900 MWe, dont 4 réacteurs du palier CP0 (Bugey), 18 du CP1 et 10 du CP2. Les paliers CP1 et CP2 sont regroupés sous le vocable CPY ;
- 20 réacteurs de 1 300 MWe dont 8 du palier P4 et 12 du palier P’4 ;
- 4 réacteurs de 1 450 MWe constituant le palier N4 (Chooz et Civaux) ;

soit une puissance totale installée de 61 370 MWe.
Un réacteur, dit de génération III, de type REP et baptisé EPR (sigle de l'anglais Evolutionary Power Reactor), est en construction à côté des deux réacteurs existants de la centrale nucléaire de Flamanville (Manche).

#### Réacteurs de900MWe

Carte des centrales françaises en activité, classées selon leur type.

Les 32 réacteurs opérationnels de 900 MWe se répartissent en 4 réacteurs du palier CP0 Bugey (4), 18 du CP1 (Blayais (4), Dampierre (4), Gravelines (6) et Tricastin (4)) et 10 du CP2 (Chinon (4), Cruas (4) et Saint-Laurent-des-Eaux (2)). Les paliers CP1 et CP2 sont regroupés sous le vocable CPY. Les 4 réacteurs du palier CP0 ont été mis en service en 1978 et 1979, les 18 réacteurs CP1 entre 1980 et 1985 et les réacteurs CP2 entre 1981 et 1987.
Les chaudières du palier CPY (CP1 et CP2) se distinguent des réacteurs CP0 par la conception des bâtiments, la présence d’un circuit de refroidissement intermédiaire entre celui permettant l’aspersion dans l’enceinte en cas d’accident et celui contenant l’eau de la rivière, ainsi que par un pilotage plus souple.
Le bâtiment qui abrite de ce type de réacteur est à paroi simple. Il est cylindrique en béton précontraint de 37 m de diamètre et d'environ 60 m de hauteur, surmonté d'un dôme. La paroi cylindrique a une épaisseur de 90 cm et le dôme une épaisseur de 80 cm. Ce bâtiment a pour fonction de résister aux accidents aussi bien qu'aux agressions externes. Sa surface intérieure est recouverte d'une peau métallique de 6 mm d'épaisseur dont la fonction est d'assurer l'étanchéité.

#### Réacteurs de1 300MWe
Les 20 réacteurs de 1 300 MW se répartissant en 8 du « palier P4 » et 12 du « palier P’4 ».
Le palier P4 est constitué des réacteurs de Flamanville (2), Paluel (4) et Saint-Alban (2). Les principales différences avec les réacteurs de 900 MWe sont : une puissance accrue permise par une augmentation du nombre de boucles du circuit primaire de trois à quatre et du nombre de générateurs de vapeur de même, ainsi qu'une double enceinte de confinement (qui abrite le cœur du réacteur) constituée d'une paroi interne de 1,20 m d'épaisseur et d'une paroi externe de 0,55 m.
Le palier P’4 est constitué des réacteurs de Belleville (2), Cattenom (4), Golfech (2), Nogent (2) et Penly (2). Les différences avec le palier P4 sont faibles. Elles concernent essentiellement le bâtiment du combustible et la conception de certains circuits.

#### Réacteurs de1 450MWe
Les quatre réacteurs de 1 450 MWe constituant le palier N4 sont situés à Chooz B (2) et à Civaux (2).

### Sûreté et sécurité des centrales françaises

#### Accidents et incidents
2/ non neutre : source partiale : lobbyiste pour le gaz et le pétrole Texan, anti-ENR et anti-nucléaire ;
| Date              | Lieu                  | Description | Coût (en millions de dollars américains 2006) |
| ----------------- | --------------------- | --- | --------------------------------------------- |
| 17 octobre 1969   | Saint-Laurent, France | 50 kg d'uranium dans l'un des réacteurs de la centrale nucléaire de Saint-Laurent a commencé à fondre, un événement classé au « niveau 4 » sur le Échelle internationale des événements nucléaires (INES). En mars 2011, cela reste le plus grave accident nucléaire civil en France.                                                                 | ?                                             |
| 25 juillet 1979   | Saclay, France        | Déversement de liquides radioactifs dans les égouts conçus pour les déchets ordinaires, qui s'infiltrent dans le bassin versant local au réacteur de Saclay BL3 | 5                                             |
| 13 mars 1980      | Loir-et-Cher, France  | Un système de refroidissement défectueux fusionne les éléments combustibles ensemble au réacteur A2 de Saint-Laurent, ruinant l'assemblage combustible et forçant à un arrêt prolongé | 22                                            |
| 14 avril 1984     | Bugey, France         | Câbles électriques défectueux au centre de commandement de la centrale nucléaire du Bugey et la force à un arrêt complet d'un réacteur | 2                                             |
| 22 mai 1986       | Normandie, France     | Dysfonctionnements à l'usine de retraitement de la Hague et expose les travailleurs à des niveaux dangereux de radiation et cinq personnes sont hospitalisées | 5                                             |
| 12 avril 1987     | Tricastin, France     | Fuites de liquide de refroidissement, de sodium et hexachlorure uranium, dans le surgénérateur du Tricastin, blessant sept travailleurs et contaminant les réserves d'eau | 50                                            |
| 27 décembre 1999  | Blayais, France       | Une très forte tempête cause l'Inondation de la centrale nucléaire du Blayais en 1999, forçant un arrêt d'urgence après que les pompes d'injection et des systèmes de confinement sont noyés par les eaux | 55                                            |
| 21 janvier 2002   | Manche, France        | Les systèmes de contrôle et les soupapes de sécurité échouent après une mauvaise installation des condenseurs, forçant un arrêt de deux mois | 102                                           |
| 16 mai 2005       | Lorraine, France      | Des câbles électriques non standard à la centrale nucléaire de Cattenom causent un incendie dans un tunnel électrique, endommageant la sécurité des systèmes | 12                                            |
| 13 juillet 2008   | Tricastin, France     | 75 kg d'uranium naturel, en solution dans plusieurs milliers de litres, sont accidentellement déversés sur le sol et ruissellent dans une rivière proche | 7                                             |
| 12 août 2009      | Gravelines, France    | Le système d'assemblage n'arrive pas à éjecter correctement les barres de combustible irradié à la centrale nucléaire de Gravelines, ce qui bloque les barres de combustible, le réacteur est mis à l'arrêt | 2                                             |
| 12 septembre 2011 | Marcoule, France      | Une personne a été tuée et quatre autres blessés, dont un grièvement, dans une explosion au site nucléaire de Marcoule. L'explosion a eu lieu dans un four permettant de fondre des déchets de «faible à très faible» teneur radioactive, selon un porte-parole de l'autorité de sûreté et déclare que cela ne représentent pas un accident nucléaire | ?                                             |

#### Campagnes de Greenpeace sur des allégations de failles dans la sécurité nucléaire
Greenpeace, alerte depuis plusieurs années sur les risques liés à la sécurité nucléaire dans les centrales françaises, notamment ceux qui pourraient découler d'attaques extérieures.
Le 10 octobre 2017, un « rapport d'experts » mandatés par l'organisation, qui les présente comme « indépendants », mettant en cause la sécurité des installations nucléaires françaises et belges, a été remis aux autorités. Il affirme que les centrales seraient vulnérables face aux risques d'attaques extérieures, en particulier certaines installations telles que les piscines d'entreposage des combustibles nucléaires usés. Le directeur général de l’Institut de radioprotection et de sûreté nucléaire (IRSN) relativise la portée du rapport de Greenpeace France sur la sécurité des centrales nucléaires françaises, qui selon lui n’apporte rien de nouveau à la réflexion sur le renforcement de la sécurité des installations nucléaires. Selon la SFEN, les auteurs du rapport ne sont aucunement des experts de la sécurité nucléaire. Ils ne sont pas reconnus par leurs pairs sur le sujet et n’ont pas publié de travaux dans ce domaine.
Plusieurs militants de l’association écologiste Greenpeace ont réussi à pénétrer à l'intérieur de l’enceinte de la centrale nucléaire de Cattenom, en Lorraine. Sur place, ils ont allumé un feu d’artifice pour dénoncer le manque de sécurité. Les militants ont été interceptés par les gendarmes avant d'avoir pu atteindre la zone nucléaire. Greenpeace a renouvelé cette opération le 28 novembre 2017 à la centrale de Cruas-Meysse, toujours sans parvenir à atteindre la zone nucléaire ; l’Autorité de sûreté nucléaire (ASN), organisme indépendant, et EDF ont assuré que cette intrusion n’avait « aucun impact sur la sûreté » des installations ; selon la SFEN, il ne s'agit que d'opérations de communication : ces militants n’ont jamais pu pénétrer dans la zone nucléaire des sites de centrales nucléaires, malgré de nombreuses tentatives ; Greenpeace n’a donc rien réussi à prouver.

#### Sûreté
Le 9 février 2022, est déposée au Sénat une proposition de loi visant à « renforcer la sûreté » et « la transparence financière » du secteur nucléaire, dans le contexte d'un parc de centrales vieillissant et de dérive des coûts. Elle fait suite aux travaux de la députée ex-LREM Émilie Cariou qui prône notamment le renforcement de l'action de l'Autorité de sûreté nucléaire et une meilleure maitrise des coûts de maintenance,.

### Vieillissement des centrales françaises
De nombreux composants mobiles (pompes, vannes, etc.) subissent une usure mécanique. Leur usure et le risque de défaillance sont plus ou moins facilement diagnostiqués. En cas de problème, ils sont remplacés. D'autres éléments non mobiles, tels que le béton, les tuyauteries enterrées ou noyées dans le béton, les soudures et les tubes, sont soumis à diverses contraintes et à un vieillissement qui peut être accéléré par la radioactivité, la pression, la présence d'acide, de sel, de chlore, les hautes températures ou par la combinaison de plusieurs de ces facteurs. Dans certains pays (au Japon notamment), des contraintes sismiques ajoutent leurs effets au vieillissement normal des composantes d'une centrale.
« Un des problèmes majeurs rencontrés lors du vieillissement des réacteurs à eau pressurisée est la fissuration de composants en alliage 600 (tubes de générateur de vapeur, traversées de fond de cuve, adaptateur, piquage) ainsi que des soudures attenantes, liée à la formation d’un film d'oxyde à la surface de l'alliage ». Cette formation d'oxydes, parfois liée à des biofilms, peut inhiber les échanges thermiques et accélérer la corrosion. Peuvent ainsi apparaître des fissures dites de « corrosion sous contrainte », ou CSC, à laquelle l'alliage 600, de formule NiCr15Fe et très utilisé dans le nucléaire, est par exemple sensible à partir de quelques centaines de degrés, ce pourquoi il a été remplacé dans les nouvelles centrales en France par l'alliage 690 (NiCr30Fe) traité thermiquement, jugé insensible à la CSC en milieu primaire, et en Allemagne par l'alliage 800 base Fe. Ces phénomènes peuvent générer divers contraintes à l’interface alliage/oxyde voire contribuer à déformer certaines de ces interfaces, de manière différentiée selon les métaux en présence, la nature physicochimique de la couche d'oxyde et son épaisseur. De nombreux programmes de suivi, d’entretien et de recherche ont permis d'allonger la durée de vie des centrales nucléaires, qui font l'objet d'une implication croissante des régions où elles sont implantées. Le temps moyen d'indisponibilité d'un réacteur en France pour arrêt technique était en 2018 de 87,6 jours par an, dont l'essentiel est constitué d'arrêts programmés pour rechargement en combustible et pour maintenance.
En mai 2022, 28 réacteurs sur 56 exploitables se trouvent simultanément à l'arrêt. Douze d'entre eux le sont de manière non programmée (et pour une durée indéterminée) en raison de la découverte de micro-fissures, symptôme d'un phénomène de corrosion,, tandis que les autres sont en arrêt programmé.

### Les réacteurs du futur
DCNS développe depuis 2008, en partenariat avec AREVA, le CEA et EDF, le projet Flexblue, un concept de petit réacteur modulaire (de 50 à 250 MW) immergé, dérivé de la technique des sous-marins nucléaires, dont le premier exemplaire devait être mis en service en 2017,.
Depuis 2018 et l'abandon du projet Flexblue, le CEA, TechnicAtome et Naval Group ont lancé des études pour la construction d'un prototype de petit réacteur modulaire dénommé NUWARD.
En juillet 2021, l'Office parlementaire d'évaluation des choix scientifiques et technologiques appelle le gouvernement à « un sursaut de la recherche dans le nucléaire ». Il estime que l'abandon du projet Astrid de réacteur à neutrons rapides « sème le doute sur les intentions de la France dans le nucléaire à long terme. Elle risque d'être perçue comme un partenaire peu fiable en matière de R & D. De plus, les pays souhaitant acheter des centrales nucléaires en s'appuyant sur des fournisseurs pérennes pourraient s'interroger sur les intentions de la France ». Lancé par le CEA en 2010, Astrid a pour but de « fermer le cycle du combustible » en recyclant comme combustible l'uranium appauvri et le plutonium produits par les réacteurs existants, permettant ainsi de réduire la quantité de déchets nucléaires sur le territoire. L'arrêt du programme Astrid mi-2019, ajourné « à la fin du siècle », risque, selon Valérie Faudon (Société française d'énergie nucléaire), « d'entamer le leadership français à l'international alors que la Russie, la Chine et les États-Unis poussent justement leurs feux dans ces technologies ».

### Évolution possible du coût de l'énergie nucléaire en France
Le coût du nucléaire a été évalué par le gouvernement, pour la vente de l'électricité issue du nucléaire aux concurrents d'EDF (loi NOME), à 42 euros le mégawattheure au 1er janvier 2012, et il passerait à 54,2 euros en incluant les travaux de sécurisation post-Fukushima selon des rapports du Sénat et de la Cour des comptes. Il pourrait même, selon le sénateur écologiste Jean Dessessard, atteindre 75 euros le mégawattheure en réévaluant les coûts de démantèlement et en ajoutant les coûts des assurances couvrant les cas de catastrophe,. En mai 2016, le président de l'Autorité de sûreté nucléaire, désigne par ailleurs un « contexte de sécurité préoccupant », compte tenu d'un budget de maintenance insuffisant.
Quels que soient les mix énergétiques choisis, les investissements d'EDF dans les années à venir seront importants, s'élevant selon la Cour des Comptes à 110 milliards d'euros d'ici 2033, y compris les investissements dans les réseaux ; le rapporteur écologiste de la commission du sénat sur « le coût de l'électricité en France » les évaluait à 400 milliards entre 2012 et 2032, mais le groupe UMP de la commission n'a pas avalisé cette estimation du rapporteur. Les investissements à venir s'élèveraient selon la Cour des Comptes à 79 milliards d'euros et seraient donc inférieurs à ceux de la construction des centrales (années 1970 à 1990), qui ont atteint 170 milliards d'euros hors réseaux. En particulier, le projet de « grand carénage » est un chantier de maintenance d'EDF dont l'objectif est de faire passer la durée moyenne de vie des centrales de 40 à 60 ans. Son coût se situerait entre 55 et 100 milliards d'euros. Il est en partie incompatible avec l'engagement du président François Hollande de réduire à 50 %, d'ici 2025, la part de l'énergie nucléaire dans le mix énergétique. En effet, avec ce projet, la part de l'énergie nucléaire, à consommation égale d'électricité, resterait à peu près constante entre 2016 et 2036. Grâce à la prolongation de la durée de vie des centrales permise par ce projet, le coût économique complet du parc nucléaire existant, incluant l'investissement initial consenti dans la construction et le Grand Carénage, s'établira selon EDF à environ 55 €/MWh en moyenne, coût qui serait proche de ceux des moyens de production les plus compétitifs,,. Cette estimation du coût comptable de réacteurs déjà amortis est, bien évidemment, inférieure à celles fournies, pour le LCOE (coût actualisé de l’énergie) d'un réacteur neuf aux États-Unis, par la Banque Lazard, par l'Energy Information Administration ou par le World Nuclear Industry Status Report (en) de Mycle Schneider,.
Le coût du programme de « grand carénage » destiné à allonger la durée de vie des centrales nucléaires de vingt ans et à intégrer les enseignements de Fukushima s'élève selon EDF à 51 milliards d'euros soit 2,5 milliards d'euros par année de production gagnée pour 75 % de la production d'électricité française ; en comparaison, les surcoûts supportés par les consommateurs d'énergie du fait des éoliennes et du solaire sont évalués par la Commission de régulation de l'énergie à 3,7 milliards par an en 2016 pour 5,5 % de la production d'électricité française.
Le document de référence 2016 d'EDF annonce que les travaux d’optimisation conduits en 2015 et 2016 ont permis de réviser à la baisse l’enveloppe initiale du programme de grand carénage à 45 milliards d’euros 2013 (soit 48 milliards d’euros courants) sur la période 2014-2025.
Selon Dominique Minière, directeur exécutif chargé de la direction du parc nucléaire et thermique d'EDF, le coût « cash » (sorties de trésorerie) de production du parc nucléaire français s'établit en 2017 à 32 €/MWh (euros par mégawattheure) en tenant compte du « grand carénage » et qu'il redescendrait progressivement à moins de 30 €/MWh. Ce coût comptable est très éloigné du coût actualisé évalué par l'Ademe en 2017 entre 50 €/MWh (nucléaire ancien) et 100 €/MWh (EPR).
En 2017, l'État investit directement 3 milliards dans le capital d'EDF, et 4,5 dans celui d'Areva.
Selon le rapport de la Commission de régulation de l’énergie (CRE) de juillet 2023 sur les coûts du parc électronucléaire existant, retenant l'hypothèse médiane de RTE à 360 TWh par an, le coût complet de la filière ressort à 60,7 €/MWh pour la période 2026-2030, 59,1 €/MWh pour 2030-2035 et 57,3 €/MWh pour 2036-2040. Cette estimation tient notamment compte des charges d’exploitation (combustible compris), des investissements sur le parc existant (y compris le grand carénage), de gestion des matières et déchets nucléaires, des coûts de post-exploitation et d’investissements dans le projet de construction de l’EPR de Flamanville 3,.

#### Coût du démantèlement
Le coût moyen de démantèlement d'une centrale est évalué au niveau mondial entre 2 et 4 milliards d'euros,. La Cour des comptes évaluait en 2013 le coût du démantèlement des installations nucléaires, de la gestion des combustibles usés et des déchets nucléaires à 87,2 milliards d'euros, dont plus des trois quarts pour EDF ; pour justifier un coût de démantèlement plus bas que celui de ses voisins européens (1 milliard d'euros prévu pour quatre réacteurs de 900 mégawatts), EDF évoque l'« effet de série » du parc actuel, largement standardisé. La loi du 28 juin 2006 sur la gestion durable des matières et des déchets radioactifs a imposé aux exploitants d'installations nucléaires la constitution progressive de provisions pour démantèlement, gestion des combustibles usés et des déchets nucléaires, et le placement de ces provisions dans des portefeuilles d'actifs destinés au financement futur de ces dépenses,. Fin 2015, les provisions pour déconstruction déjà constituées par EDF atteignaient 14 930 M€. Selon un rapport parlementaire, de la Mission d’information relative à la faisabilité technique et financière du démantèlement des installations nucléaires de base, qui a rendu ses conclusions en février 2017, « le coût du démantèlement du parc nucléaire :français serait sous-estimé ». EDF n'aurait pas pris en compte « le paiement des taxes et des assurances, ni la décontamination des sols ». EDF précise que les montants provisionnés pour la déconstruction des centrales nucléaires, les derniers cœurs et la gestion à long terme des déchets radioactifs s'élèvent à 22,2 milliards d'euros au 30 juin 2016, sommes placées dans des actifs dédiés. Ces provisions pour déconstruction ont fait l'objet d'un audit commandité par le Ministère de l'Environnement, de l'Énergie et de la Mer, publié en janvier 2016, qui conforte globalement l'estimation faite par EDF du coût de démantèlement de son parc nucléaire.
Un arrêté publié au Journal officiel du 30 décembre 2017 modifie le calcul du taux d'actualisation utilisé pour fixer le montant des provisions pour le démantèlement ; aux conditions économiques de 2018, la nouvelle formule obligerait EDF à augmenter de plusieurs milliards d'euros ses provisions, mais cette modification est étalée sur dix ans ; le surcroît de provisions pour démantèlement atteindrait 2 milliards d'euros sur 2017 et 2018 pour EDF et d'environ 400 millions d'euros pour Areva. Cependant cette révision ne suffira pas à compenser l'écart entre la provision retenue par EDF pour le démantèlement d'un réacteur (350 millions d'euros) et celle retenue, dans des contextes très différents, par les autres exploitants européens (comprise entre 0,9 et 1,3 milliard d'euros).
Le coût du démantèlement de la centrale accidentée de Fukushima, plus celui de la décontamination du site, pourrait atteindre entre 180 et 570 milliards d'euros, selon les estimations.

#### Impact sur la facture d'électricité des consommateurs
Les coûts de maintenance importants des centrales nucléaires expliquent en partie l'augmentation de la facture d'électricité pour les particuliers de 37 à 42 %, en France, entre 2006 et 2016, et donnent régulièrement lieu a des demandes d'augmentation des tarifs d'EDF, fixés par le gouvernement, mais environ le tiers de ces augmentations provient de l'augmentation de la Contribution au service public de l'électricité (CSPE) de 4,5 €/MWh en 2006 à 22,5 €/MWh en 2016, soit +18 €/MWh, dont 60 % à 80 % destinés à compenser les surcoûts des énergies renouvelables ; la CSPE représente 16 % de la facture moyenne du consommateur en 2016. Un rapport parlementaire de la commission des finances de l'Assemblée nationale relevait par ailleurs en juillet 2016 une situation financière délicate pour EDF,. La commission d'enquête du sénat sur le « coût réel de l'électricité » prévoyait en 2012 une augmentation de l'ordre de 50 % entre 2012 et 2020 de la facture d'électricité des particuliers, dans laquelle la composante fourniture (production) augmenterait de 34 % et représenterait 45 % du total en 2020 ; les composantes TURPE (réseau) et CSPE (surcoûts des EnR) augmenteraient de 100 % et 158 % respectivement.

#### Chantier de Flamanville
En 2019, le démarrage du réacteur EPR de la de Flamanville est annoncé pour 2023, tandis que le coût du chantier a été ré-évalué à plus de 12,4 milliards d'euros au lieu des 3,3 milliards prévus initialement,,.
À l'été 2017, l'ASN a autorisé une éventuelle mise en service malgré des anomalies initialement détectées sur la cuve,. À titre de comparaison, le coût de construction (en euros par kilowatt-heure) de l'EPR de Flamanville serait le double de celui des réacteurs construits en Chine et comparable à celui du réacteur AP1000 en construction aux États-Unis. Cependant, en 2017, la construction de deux réacteurs AP 1000 à la Centrale nucléaire de Virgil Summer, démarrée depuis 2012, est stoppée, en raison d'une rentabilité après coup jugée insuffisante. La dernière estimation évaluait en effet à 23 milliards de dollars le coût de construction de la centrale.

#### Combustible MOX
L'intérêt économique du Mox est discuté. Une commission d'enquête du Parlement français sur les coûts du nucléaire conclut en 2014 qu'elle a une grande difficulté à évaluer l'intérêt économique du Mox par rapport au simple stockage des déchets, mais que dans le meilleur des cas « il ne revenait pas plus cher de stocker directement le combustible usé que de le retraiter ». Le retraitement-recyclage « permet une économie en matières premières, telle que la plupart des industries cherchent à en réaliser, et contribue à limiter les importations d’EDF ». Évaluer la rentabilité économique du Mox implique aussi de prendre en compte les externalités induites par une gestion des déchets plus complexe et, selon Global Chance, des risques supérieurs à la filière classique, ainsi que, selon l'Institute for Energy and Environmental Research, des risques de prolifération nucléaire,. Areva est depuis 2011 le seul producteur mondial de Mox en attendant l'éventuelle construction d'une usine de retraitement et de recyclage prévue en Chine par CNNC (lettre d'intention signée avec Areva en 2013) et concrétisée par la signature d'un accord en juin 2018. Un rapport gouvernemental interne britannique conclut par ailleurs en 2013 que le Mox n'a pas prouvé sa rentabilité à l'échelle d'une décennie à l'usine de Sellafield. Le recyclage des déchets nucléaires, autrefois réalisé par l'usine d'extraction du plutonium de Marcoule arrêtée en 1998, est effectué à l'usine de retraitement de la Hague. D'après un rapport, daté de 2012, de l'Andra, si le projet de réduction de la part du nucléaire à 50 % était poursuivi à l'horizon 2025 (engagement du président Hollande), la production de plutonium devrait s'ajuster à la consommation de Mox, ce qui impliquerait un arrêt du retraitement du plutonium à l'usine de la Hague vers 2018-2019. Cependant, le retraitement était encore en activité en avril 2020. À l'été 2016, la Programmation pluriannuelle de l'énergie ne mentionnait cependant pas de décision sur le projet de construction du réacteur Astrid. Celui-ci est par ailleurs étroitement lié à au domaine militaire par sa capacité à produire du plutonium 239,. L'accord signé en 2011 entre le parti socialiste et Europe Écologie Les Verts sur la reconversion à partir de 2017 de la filière Mox, n'a donné lieu à aucune décision pratique. En 2019, le projet du réacteur Astrid est abandonné par le CEA « au moins jusqu'à la deuxième moitié du siècle » ; la solution alternative proposée par la Programmation pluriannuelle de l'énergie est de travailler sur le multi-recyclage du combustible Mox. En octobre 2019, le journal Le Monde révèle que le gouvernement d'Édouard Philippe a adressé une « feuille de route au président d'EDF pour la construction de six nouveaux Epr dans les quinze prochaines années ». Cette décision relancerait la filière Mox par le choix d'un réacteur qui a été conçu de façon à pouvoir fonctionner avec 100 % de Mox, à la différence des réacteurs des précédentes générations qui n'étaient autorisés (pour 24 réacteurs en 2014) à utiliser qu'au plus 30 % de combustible Mox.

## Cycle du combustible

### Cycle fermé avec retraitement

Cycle du combustible nucléaire en France. La production d'électricité (flèche bleue) n'est pas directement consommatrice de carbone fossile ni émettrice de gaz à effet de serre.

Le cycle du combustible nucléaire comprend l'extraction du minerai, la concentration en uranium, la conversion, l'enrichissement, la fabrication du combustible, son irradiation en réacteur, puis son recyclage éventuel et enfin la gestion des déchets.
Ce cycle peut être ouvert, le combustible usé après irradiation dans les réacteurs ne subit aucun traitement et est dirigé vers des lieux stockages de conception variable selon les pays, comme c’est le cas pour la Suède ou les États-Unis. Il peut être fermé, le combustible usé subit un traitement dans des usines spécialisées pour permettre la récupération du plutonium et de l'uranium de retraitement et son éventuelle réutilisation, les déchets ultimes étant stockés définitivement sur des sites spécialisés.
La France a choisi le cycle fermé avec retraitement, à l’instar du Royaume-Uni, des Pays-Bas, de la Russie et du Japon.
La matière recyclable constitue 96 % des combustibles usés : l'uranium de retraitement (URT), obtenu après séparation du combustible usé dans l'usine de retraitement de La Hague, est utilisé pour fabriquer un nouveau combustible nucléaire, l’uranium de retraitement enrichi (URE) ; le plutonium, mélangé avec de l'uranium de retraitement issu de l'étape d'enrichissement, est quant à lui recyclé en combustible MOX (Mixed oxyde fuel) neuf. Ce nouveau combustible est alors utilisé dans les centrales nucléaires qui acceptent ce type de combustible.
Sur les années 2007 à 2009, 8 100 tonnes d’Uranium naturel ont été enrichies pour obtenir 1 033 tonnes d’uranium enrichi, qui ont permis de fabriquer le combustible alimentant les 59 réacteurs français (58 aujourd’hui), et 7 330 tonnes d’uranium appauvri. Après irradiation, 1 170 tonnes de combustible usé ont été déchargées en moyenne par an des réacteurs. 37 tonnes d'uranium enrichi après retraitement (URE) et 8,5 tonnes de Plutonium récupéré ont pu permettre de fabriquer 45,5 tonnes de combustible neuf. Ainsi, le taux de recyclage est de 3,9 %, ce qui est relativement faible par rapport aux 96 % recyclables.
Si on ajoute les 91,5 tonnes d’uranium appauvri réutilisés pour fabriquer du Mox, on obtient 137 tonnes d’uranium économisées. Le taux d’uranium économisé est donc de près de 12 % ; selon le HCTISN, ce taux devait passer de 12 % à 17 % à partir de 2010.

### Cycle amont
Le cycle du combustible nucléaire en France, est l'ensemble des opérations destinées à fournir du combustible aux réacteurs nucléaires français puis à gérer le combustible irradié. Ces opérations comprennent : l'extraction du minerai, la concentration en uranium, la conversion, l'enrichissement, la fabrication du combustible, son irradiation en réacteur, puis son recyclage et enfin la gestion des déchets.
En France, les parties amont et aval du cycle sont assurées par les entreprises du groupe Areva.
L'industrie de l'extraction minière d'uranium en France s'est fortement développée dans les années 1980, avec des sites comme Saint-Pierre ou Jouac. Après l'épuisement des gisements, la mine de Jouac est la dernière à fermer en mai 2001. À partir de 2001, l'intégralité des 8 000 à 9 000 tonnes d'uranium naturel nécessaires chaque année est importée de pays dont l'Australie (mine d'Olympic Dam par exemple), le Canada (McClean Lake, McArthur River, Cigar Lake), le Kazakhstan (mine ISR) et le Niger (mine d'Arlit notamment)).
Après la fermeture de la dernière mine française en 2001, quelques tonnes d'uranium sont encore produites annuellement jusqu'en 2011, par traitement des résines issues des eaux d'exhaure de l'ancienne mine de Lodève, dans le sud de la France[réf. nécessaire].
Le minerai est ensuite converti dans l'usine de Malvesi, dans l'Aude, puis enrichi dans l'usine Georges-Besse II sur le site nucléaire du Tricastin. Les assemblages pour réacteurs sont fabriqués par les entreprises FBFC sur le site nucléaire de Romans pour le combustible normal et par Melox sur le site nucléaire de Marcoule pour le Mox, un combustible composé d'uranium et de plutonium.

L'uranium en provenance des mines étrangères arrive dans le port du Havre puis est transféré à l'usine Comurhex de Malvési pour conversion en UF4.
Le tétrafluorure d'uranium (UF4) produit par l'usine Comurhex de Malvési est transformé en hexafluorure d'uranium (UF6) dans l'usine Comurhex de Pierrelatte.
L'hexafluorure UF6 est enrichi dans l'usine d'enrichissement Georges-Besse II du Tricastin (Drôme).
L'uranium enrichi est transféré dans l'usine FBFC de Romans pour y fabriquer des assemblages de combustible UO2 et dans l'usine Melox de Marcoule pour produire du Mox.

### Irradiation
Les assemblages de combustibles sont irradiés dans les différents réacteurs civils ou militaires pour produire de l'électricité ou des réacteurs de recherches pour produire différents isotopes destinés aux secteurs industriels et médicaux. L'isotope uranium 238 fertile représente au départ 96,7 % du total. Lors de l'irradiation, il se transforme en partie par capture d'un neutron thermique en uranium 239 instable qui donne par émission du neptunium de période très courte et qui par le même processus se transforme en plutonium 239.
Les assemblages restent dans le cœur des différents réacteurs environ trois ans. Au fur et à mesure de sa combustion, le combustible s'appauvrit en éléments fissiles tandis qu'il s'enrichit en produits de fission, dont certains jouent le rôle de poison et ralentissent les réactions de fission. Au bout des trois années, il devient nécessaire de remplacer le combustible usé par du neuf. Pour éviter un arrêt trop long du réacteur, l'opération de renouvellement n'est pas réalisée en une seule fois mais chaque année par tiers.

### Cycle aval
Au bout de trois ans d'irradiation, le combustible s'est transformé avec l'apparition de plutonium, de produits de fission et d'actinides mineurs. Il reste en outre à peu près 1 % d'isotope 235 fissile, plus que dans l'uranium naturel (0,7 %) et il peut être intéressant d’enrichir cet uranium usé afin de le recycler.
Après un dépôt d’une année dans une piscine de désactivation du site nucléaire producteur d’électricité, les assemblages sont ainsi transportés à l’usine de retraitement de La Hague, dans la Manche, afin que l’ensemble des radionucléides valorisables soient séparés des autres éléments qui sont traités en tant que déchets. Cette opération est entreprise après une nouvelle période d’entreposage en piscine d’une durée de trois à cinq ans afin de permettre une décroissance de la radioactivité.
Les piscines qui stockent temporairement les assemblages usagés (sur les sites des centrales et à La Hague) pourraient être saturées entre 2025 et 2035. EDF prépare donc la création d'un nouveau site, et a déposé un dossier sur les grandes options de sûreté de ce futur site auprès de l'Autorité de sûreté nucléaire, qui demande notamment que l'enceinte de la piscine puisse résister à une chute d'avion, comme celle de l'EPR en construction à Flamanville. Le site envisagé serait celui de la centrale de Belleville. Il serait destiné au stockage des combustibles MOX. la demande d'autorisation de création pourrait être déposée d'ici 2020, après quoi la construction de la piscine et sa mise en service progressive prendrait une dizaine d'années. Elle aurait une durée d'exploitation de 50 à 60 ans.
850 tonnes d'assemblages sont traitées chaque année. Un tiers de l'uranium récupéré à La Hague (soit 280 tonnes par an) est réenrichi en uranium 235 permettant la production annuelle de 35 tonnes d'uranium de retraitement enrichi (URE). Plutonium et uranium de retraitements sont ensuite envoyés à l'usine Melox pour fabriquer du Mox qui sera exploité dans une des 22 centrales habilitées.
Au 31 décembre 2007, 1 150 969 m3 de déchets étaient stockés sur les différents sites, dont 2 293 m3 de déchets de haute activité. Le centre de stockage de Morvilliers, dans l'Aube, recueille les déchets de très faible activité (TFA), celui de Soulaines, situé à proximité, accepte les déchets de faible et moyenne activité à vie courte (FMA-VC). Ceux à vie longue et ceux à haute activité (HA) seront admis dans ces sites profonds qui seront définis avant 2015.
Le 28 novembre 2008, EDF a communiqué aux autorités de contrôle ses prévisions d’évolution du cycle pour la période 2007-2017 sur la base de quatre scénarios. L’ASN a demandé le 9 mai 2011 qu’une étude complémentaire soit réalisée sous un an, prenant en compte les enseignements de l’accident nucléaire de Fukushima, notamment en ce qui concerne les capacités de stockage des piscines de désactivation et une révision à la baisse de la production annuelle.
Les capacités de stockage de l'usine de retraitement de la Hague deviennent insuffisantes pour pouvoir accueillir de nouveaux combustibles nucléaires à traiter entre 2030 et 2034.

Les assemblages de combustible UO2 ou Mox fabriqués à Romans ou à Marcoule sont acheminés dans les centrales nucléaires françaises pour y être irradiés.
Les assemblages irradiés sont acheminés dans l'usine de retraitement de la Hague pour y être retraités ou entreposés temporairement.
Les déchets de faible et moyenne activité sont acheminés vers le Centre de stockage de l'Aube. L'uranium de retraitement est réutilisé pour fabriquer du combustible.

## Exportation

### Israël
La France signe le 3 octobre 1957, un an après la crise de Suez, un accord secret avec Israël, portant sur la construction d'un réacteur dans la centrale de Dimona, faite en dehors du régime de l'Agence internationale de l'énergie atomique (AIEA). Afin de préserver le secret, le gouvernement français raconte aux officiers des douanes que les pièces exportées serviront à construire une usine de dessalement d'eau de mer en Amérique latine.

### Westinghouse cède sa licence (1974)
En 1974, la société américaine Westinghouse cède sa licence à Framatome concernant les réacteurs nucléaires à eau pressurisée (REP), que la France a exportée par la suite.

### Afrique du Sud
En 1974, un consortium d'entreprises françaises, composé de Spie Batignolles pour le génie civil, d'Alsthom pour l'îlot conventionnel et de Framatome commence la construction de la centrale nucléaire de Koeberg, dotée de deux réacteurs à eau pressurisée (REP) et d'une licence Westinghouse. La centrale a été mise en service en 1984 et 1985, soulevant un tollé international du fait de l'embargo qui frappait le régime d'apartheid.

### Moyen-Orient dans les années 1970-1980
La France a signé, par la main de Jacques Chirac, un accord de coopération nucléaire avec l'Irak le 18 novembre 1975, qui devait aboutir à la construction de la centrale d'Osirak.
Dans le même temps, la France signe des accords avec l'Iran. Georges Besse fonde le consortium international Eurodif en 1973, qui inclut la France, la Belgique, l'Italie, l'Espagne et la Suède. La Suède se retire rapidement du jeu, et Eurodif se tourne alors vers Téhéran, qui devient actionnaire d'Eurodif.
L'accord franco-iranien du 27 juin 1974 prévoit la vente par la France de cinq centrales atomiques américaines (licence Framatome); l'approvisionnement de l'Iran en uranium enrichi ; la construction par TechnicAtome d'un centre nucléaire comportant trois réacteurs de recherche; l'exploitation en commun des gisements d'uranium qui pourraient être découverts en Iran et celle de gisements dans des pays tiers; la formation des scientifiques iraniens, ainsi que « l'accès de l'Iran à l'industrie de l'enrichissement de l'uranium ».
Le Commissariat à l'énergie atomique (CEA) français et l'Organisation iranienne à l'énergie atomique ont alors fondé la Sofidif (Société franco–iranienne pour l’enrichissement de l’uranium par diffusion gazeuse), possédant respectivement 60 % et 40 % des parts. En retour, la Sofidif a acquis une part de 25 % dans Eurodif, ce qui donnait à l'Iran une minorité de blocage dans Eurodif. Le reste des 75 % d'Eurodif étaient répartis entre le CEA (27,8 % des parts), et trois actionnaires minoritaires (l'Italie, l'Espagne, la Belgique).
En tant qu'actionnaire, l'Iran avait un droit d'enlèvement sur 10 % de l'uranium enrichi par Eurodif.
À la suite de la Révolution islamique de 1979, Paris refusa d'honorer ses engagements, empoisonnant ainsi les relations avec Téhéran (voir Eurodif pour des détails sur le contentieux franco-iranien), jusqu'à la signature d'un accord en 1991.

### Chine depuis les années 1980
Areva collabore en outre depuis les années 1980 avec la république populaire de Chine, où elle a aidé à la construction de neuf réacteurs nucléaires. Elle a perdu un marché, en 2007, au profit de sa rivale Westinghouse, détenue par Toshiba, mais en a remporté un autre, d'une valeur de 8 milliards d'euros, signé avec China Guangdong Nuclear Power Company en novembre 2007 pour la construction des deux réacteurs nucléaires de technologie EPR de la centrale nucléaire de Taishan.

### États-Unis dans les années 2000
En 2005, Areva et Constellation Energy, l’un des principaux électriciens américains, ont créé la coentreprise Unistar Nuclear (en), qui a pour mission de promouvoir et commercialiser la technologie EPR aux États-Unis. En 2006, Unistar a annoncé un accord entre Areva et BWX Technologies (en), acteur américain de l'industrie nucléaire, pour la fabrication de composants pour l’US EPR.

### Libye dans les années 2000
Le président Nicolas Sarkozy a signé un accord de coopération nucléaire avec la Libye lors de sa visite du 25 juillet 2007, qui était lié à l'affaire des infirmières bulgares,.
L'Élysée affirmait que les centrales nucléaires vendues devaient servir à la désalinisation de l'eau de mer, mais cela a été mis en doute par Le Monde.
Le Parisien, citant Philippe Delaune, un responsable du CEA, a par la suite écrit que l'accord concernait en fait les réacteurs EPR de 3e génération, et que le contrat portait sur un montant de trois milliards de dollars.
Areva a cependant démenti les informations du Parisien. Nicolas Sarkozy a aussi nié tout contrat de la sorte,.
Le site internet Bakchich s'est néanmoins procuré le mémorandum secret de juillet 2007. L'article 1 affirme que l’un des objectifs de l'accord franco-libyen est d’« encourager les institutions et entreprises industrielles des deux pays à mettre en œuvre des projets communs ». Mais aussi d’« autoriser les institutions et entreprises industrielles des deux pays à œuvrer conjointement en vue de la réalisation de projets de production d’énergie nucléaire et de dessalement de l’eau, ainsi que des projets de développement liés à l’utilisation pacifique de l’énergie atomique ».

### Suède
En janvier 2007, Areva a remporté deux contrats portant sur la modernisation de la tranche 2 de la centrale d'Oskarshamn et l'extension de la durée de vie de la tranche 4 de la centrale de Ringhals.

### Inde
À la suite de l'accord signé en septembre 2008 par le groupe des fournisseurs nucléaires avec l'Inde, un accord de coopération entre l'Inde et la France a été signé, conduisant en retour à la signature d'un contrat entre Areva et Nuclear Power Corp of India Ltd (NPCIL), portant sur deux réacteurs de 1 650 mégawatts (MW) de type EPR pour la centrale nucléaire de Jaitapur.

### Finlande
Le 18 décembre 2003 est signé par un consortium mené par Areva le contrat de fourniture d'un EPR pour la centrale nucléaire d'Olkiluoto de l'électricien finlandais TVO. Après de multiples retards et le règlement final en mars 2018 des contentieux entre TVO et Areva, la mise en service de ce réacteur a eu lieu en mars 2022.

### Royaume-Uni
Le projet de construction de deux réacteurs EPR à la centrale nucléaire de Hinkley Point a été lancé en 2012 ; la décision définitive a été votée le 28 juillet 2016 par le conseil d'administration d'EDF et le gouvernement britannique a donné son accord final le 15 septembre 2016 ; EDF prévoit en juillet 2017 que la première tranche serait mise en service en 2025.
L'ingénieurie française et les ressources financières d'EDF sont fortement engagés dans les constructions d'EPR britanniques. Ainsi, en mai 2016, le no 2 d'EDF Thomas Piquemal, qui a démissionné pour protester contre l'engagement de EDF dans la construction de Hinkley Point C dénonce le projet qu'il juge suicidaire devant la commission des Affaires économiques de l'Assemblée nationale française.
Après avoir racheté British Energy début 2009 pour 15,6 milliards d'euros, EDF annonce la construction de deux nouveaux réacteurs de type EPR de 1 600 MW chacun à Sizewell.
Outre Hinkley Point, deux autres accords ont été conclus en 2015 : à Sizewell, sur la côte est de l’Angleterre, deux réacteurs EPR sont prévus ; EDF prendra 80 % de ce projet et le chinois CGN 20 %. À Bradwell, à l’est de Londres, CGN prendra 66,5 % des parts et EDF 33,5 %, et cette centrale utilisera la technologie chinoise Hualong, pour la première fois en Occident.